# Васка Зойчева
Василка Данаилова Зойчева, позната още като Васка Зойчева, е провъзгласена за символ на българската непокорност по време на сръбската окупация на Вардарска Македония.

## Биография
Васка Зойчева е дъщеря на Данаил Зойчев и Люба Зойчева от Прилеп. Баща ѝ е член на Прилепския комитет на ВМОРО до Хуриета, но и след това продължава да работи за революционната организация.
Докато родителите на Васка работят в Скопие, на 14 октомври 1912 година, на Камен мост, сръбският престолонаследник и водач на сръбската армия Александър Караджорджевич е посрещнат по традиция с цветя от деца в града. Между тях е и 7-годишната Васка Зойчева. На неговия въпрос „Па шта си ти?“ („Каква си ти?“), детето отговаря „Бугарка!“ („Българка!“). Шокиран от отговора, бъдещият сръбски крал удря шамар на девойчето. Вестта за случилото се предизвиква бурни реакции и неодобрение в българския печат и българското общество. В изразяване на незадоволството се включва и народният поет Иван Вазов, който в емоционален изблик на чувства пише своето стихотворение „Па шта си ти?“ през април 1913 година. В 1913 година семейството на Васка търси спасение в София.
Негативният отзвук от тази постъпка по света кара Александър Караджорджевич, вече като крал на Кралството на сърби, хървати и словенци, да продължи да се интересува от семейство Зойчеви. Сръбската легация в София в 1920 и 1921 година търси Данаил Зойчев, за да му направи следното предложение: да му бъдат предложени един милион тогавашни левове, за да изяви публично, че е измислица твърдението принцът да е ударил шамар на детето. Данаил е поканен в посолството, но той отказва да отиде и да вземе подкупа.
Заради този случай, Васка Зойчева е включена в секция „Мъченици“ на известния алманах Албум-алманах „Македония“, а също така се споменава и в книгата „Сръбските жестокости в Македония (1912 – 1913)“ на Кирил Пърличев, син на поета Григор Пърличев.